# 1909 في بيرو

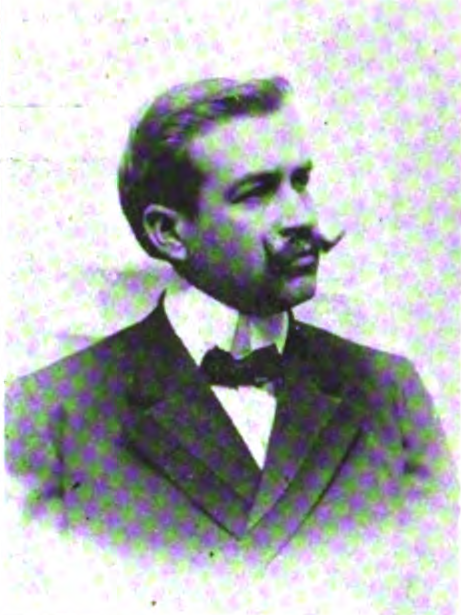
"السيد لويس تريغو سانتا كروز، مفوض بوليفيا"

فيما يلي قوائم الأحداث التي وقعت خلال عام 1909 في بيرو.

## سياسة

### تعيين في المنصب
- 1 يناير – بيلينجورست أنجولو عمدة ليما ‏.

## مواليد

### يونيو
- 19 يونيو – إنريكي بالدوين لاعب رماية بيروفي.

### أكتوبر
- 30 أكتوبر – خوسيه موراليس لاعب كرة قدم بيروفي.

### نوفمبر
- 4 نوفمبر – سيرو ألجيريا

## وفيات

### نوفمبر
- 7 نوفمبر – ميغيل إيغليسياس (مواليد 1830)